# Eòlida
L'Eòlida o Eòlia (grec antic: Αἰολίς, Aiolís; etnònim Αἰολικός i Αἰόλιος, en català eòlic i eoli) és una regió situada a la costa oest de l'anomenada Grècia asiàtica, que també comprenia diverses illes i els seus estrets, i limitava al nord amb el litoral del mar Negre, constituït per enllaços muntanyencs continus, i al sud amb l'estuari del riu Hermos. Era un territori grec de l'Àsia Menor que Estrabó inclou a la divisió de Mísia.
Els seus límits varien segons els geògrafs: Estrabó diu que els rius Hermos i Focea marcaven els límits entre Eòlia i Jònia. Homer no distingia entre Eòlia i Tròade, i els eolis ocupaven el país entre el riu Hermos i Cízic. En general cal considerar Eòlia des de Lectum, a la part nord de la badia d'Adramítium, i al sud fins al riu Hermos incloent però l'illa de Lesbos.
Era una regió de desviament entre el mar Negre i el mar Egeu, on conflueixen vies fluvials, d'aigua dolça, i corrents marítims. Les cadenes muntanyoses, creuades per conques o foies geogràfiques conformen una costa escabrosa i trencada amb l'excepció de la notable cavitat que configura el golf exterior a l'illa de Lesbos. Les colònies gregues, en aquesta regió, van estar instal·lades des de l'estret del Bòsfor fins a la regió muntanyenca de Cària, al sud, en tres grans zones: Eòlida, Dòrida i Jònia. La més important de totes era aquesta última.
El territori més austral, que correspon al litoral de l'Egeu, va ser poblat des dels seus orígens pels jonis, els que per raons de la fertilitat del sòl i ubicació geogràfica, es van convertir, des del principi, en la regió més pròspera i hegemònica de les colònies gregues a l'Àsia Menor, aconseguint, a través d'aquest impuls, sotmetre, fins i tot, als altres dos assentaments hel·lènics restants: Eòlida i Dòrida.
Les ciutats eòliques entre la badia d'Adramítium i el riu Caicus eren Cisthene (Κισθήνη), deserta en temps d'Estrabó, Coryphantis (Κορυφαντίς), Heracleia (Ἡρακλεία), Attea (Ἅττεα). Coryphantis i Heracleia pertanyien a Mitilene. Heròdot dona 11 ciutats per l'Eòlia, que formaven la Lliga Eòlia: Cime o Friconis, Larissa, Neonteikhos, Temnos, Cilla, Nòtion, Aegiroessa, Pitane, Mirina, Egas i Grineion. Esmirna, que va ser originalment la dotzena ciutat eòlia, va passar més tard al jonis. Heròdot diu també que en territori d'Eòlia totes les ciutats eren eòlies menys Ida, però també diu que els eolis habitaven el districte d'Ilium o Ilias, que podria ser el mateix.